# Єлова
Єлова — Велика Єлова — Чижандзі (рос. Еловая — Большая Еловая — Чижандзи) — річка в Росії, ліва притока Кеті (басейн Обі), тече у Красноярському краї. 
Єлова починається як Чижандзі у Тюхтетському районі Красноярського краю. Витік річки знаходиться на кетсько-чулимському вододілі у безпосередній близькості від Чулиму (10 км на південь). Від витоку Чижандзі тече на північ і невдовзі зливається з лівою притокою Еловиком, утворюючи Велику Єлову. Звідти річка тече далі на північ, поступово повертаючи на північний захід. Приблизно за 15 км до гирла річка зливається з Малою Єловою, утворюючи власне Єлову. Єлова впадає в Кеть дещо вище села Айдара.
Довжина річки 331 км, площа басейну 6 230 км². Середньорічний стік, виміряний за 29 км від гирла, становить 63,5 м³/c. Живлення мішане з переважанням снігового. Повінь з травня до серпня.
Єдина значна притока — Мала Єлова — впадає в річку зліва.
Населені пункти на річці — Суханово і Колегово — розташовані у низов’ях.